# Cheniménil
Cheniménil is een gemeente in het Franse departement Vosges (regio Grand Est) en telt 1231 inwoners (1999). De plaats maakt deel uit van het arrondissement Épinal.

## Geografie
De oppervlakte van Cheniménil bedraagt 9,3 km², de bevolkingsdichtheid is 132,4 inwoners per km².
De onderstaande kaart toont de ligging van Cheniménil met de belangrijkste infrastructuur en aangrenzende gemeenten.

## Demografie
Onderstaande figuur toont het verloop van het inwonertal (bron: INSEE-tellingen).

## Geboren in Cheniménil
- Emmanuelle Riva (1927-2017), actrice